# گروه ان‌ئی‌پی
گروه ان‌ئی‌پی (انگلیسی: NEP Group) شرکت رسانه‌ای آمریکایی است، که در سال ۱۹۸۴ تأسیس شد.